# Infiniti QX80
L'Infiniti QX80 est le représentant de la marque Infiniti dans le segment des gros tout-terrains de luxe. D'abord baptisée QX4 puis QX56, il est renommé QX80 en 2014. Il est bien plus imposant et le clone du Nissan Armada uniquement présent en Amérique du Nord. C'est le plus gros modèle qu'Infiniti n'a jamais construit. Il n'est pas commercialisé en Europe.

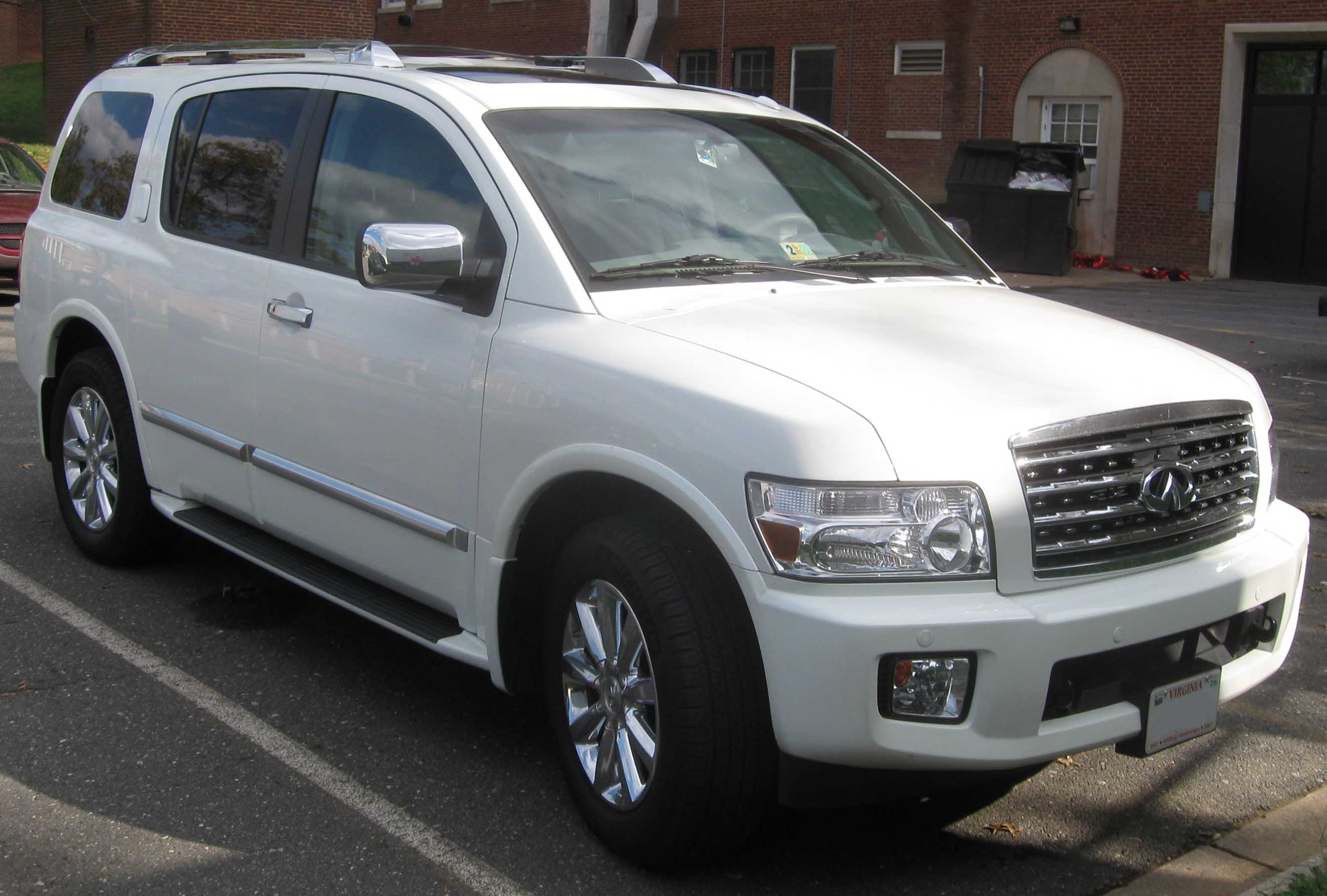
Infiniti QX80

## QX4 (1996-2003)
Lancé en 1997, le QX4 est en fait un Pathfinder américain, appelé Terrano Regulus au Japon pendant un certain temps, à peine remodelé. Il garde aussi sa motorisation. Il fut le premier 4x4 de la marque Infiniti, qui en compte maintenant trois modèles différents.

### QX4 Phase II (2001-2003)
Il a été restylé en 2001. Lors de ce restylage, il a changé de moteur et a raccourcis de deux centimètres, tandis que la face avant est très légèrement retouchée.

### Motorisations
Le QX4 a bénéficié de deux moteurs lors de sa carrière commerciale :
- QX4 : V6 3.3 L 168 ch. (1997-2001).
- QX4 : V6 3.5 L 240 ch. (2001-2003).

Il était uniquement disponible en boîte auto à quatre rapports avec deux ou quatre roues motrices.

### Galerie photos

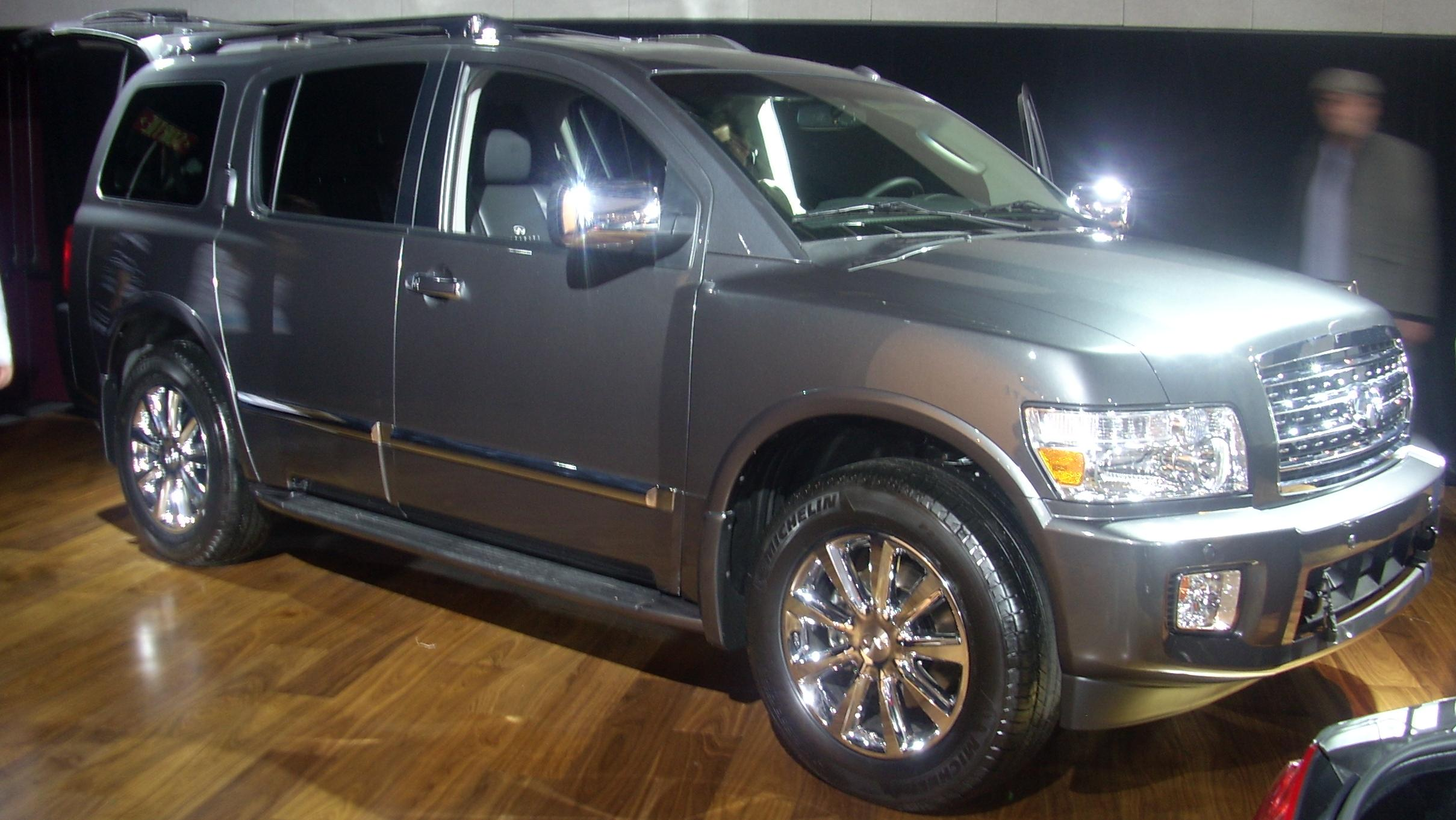
QX56 restylé
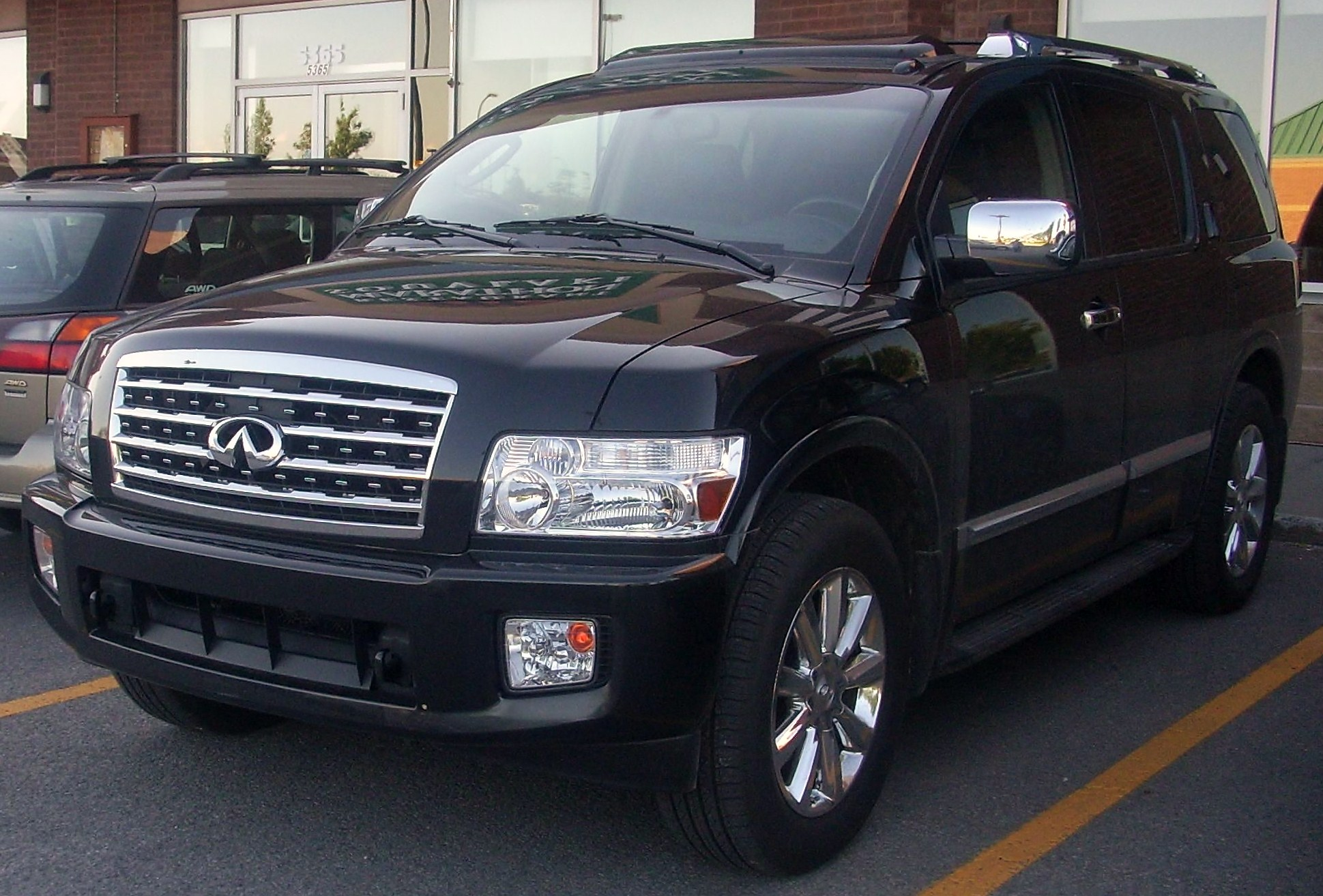
QX56 restylé
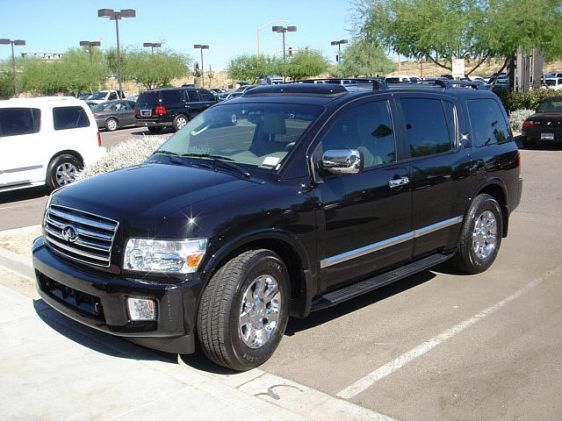
QX56
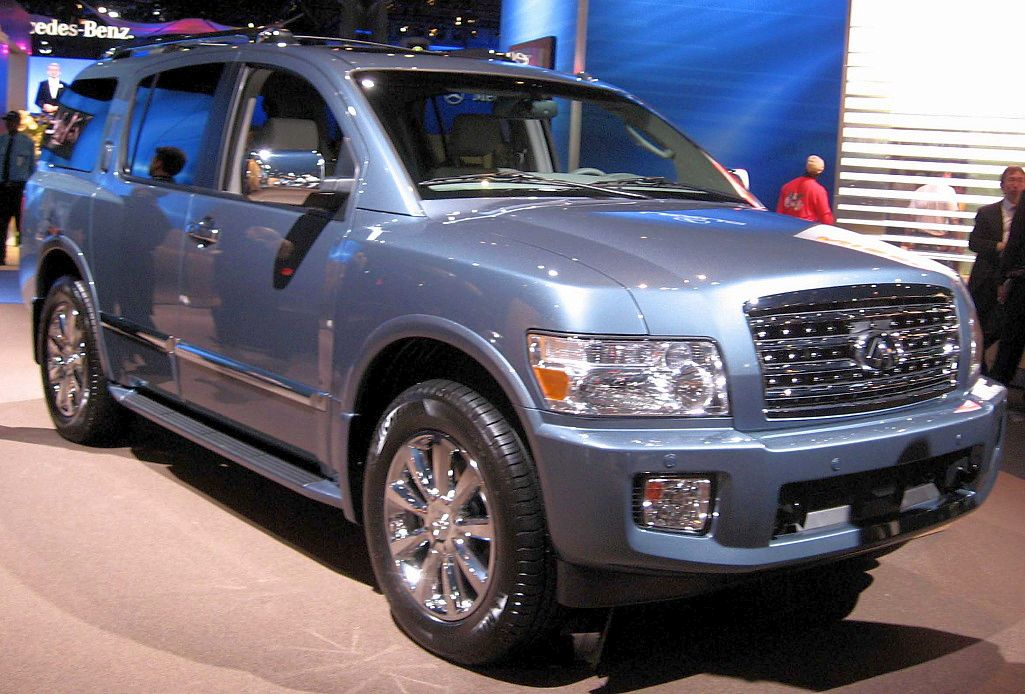
QX restylé

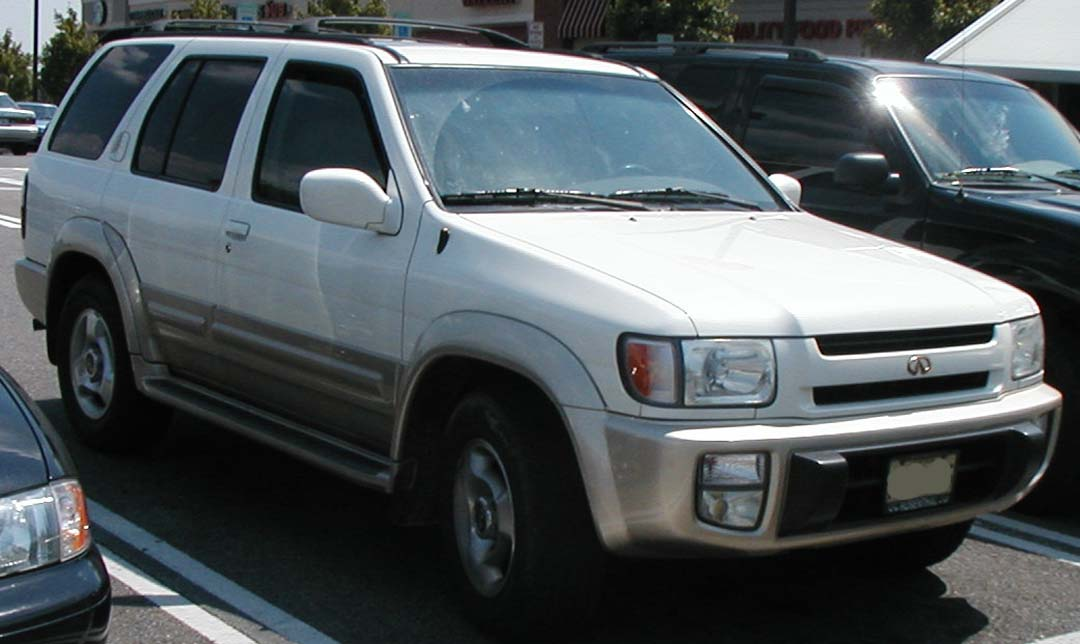
QX4
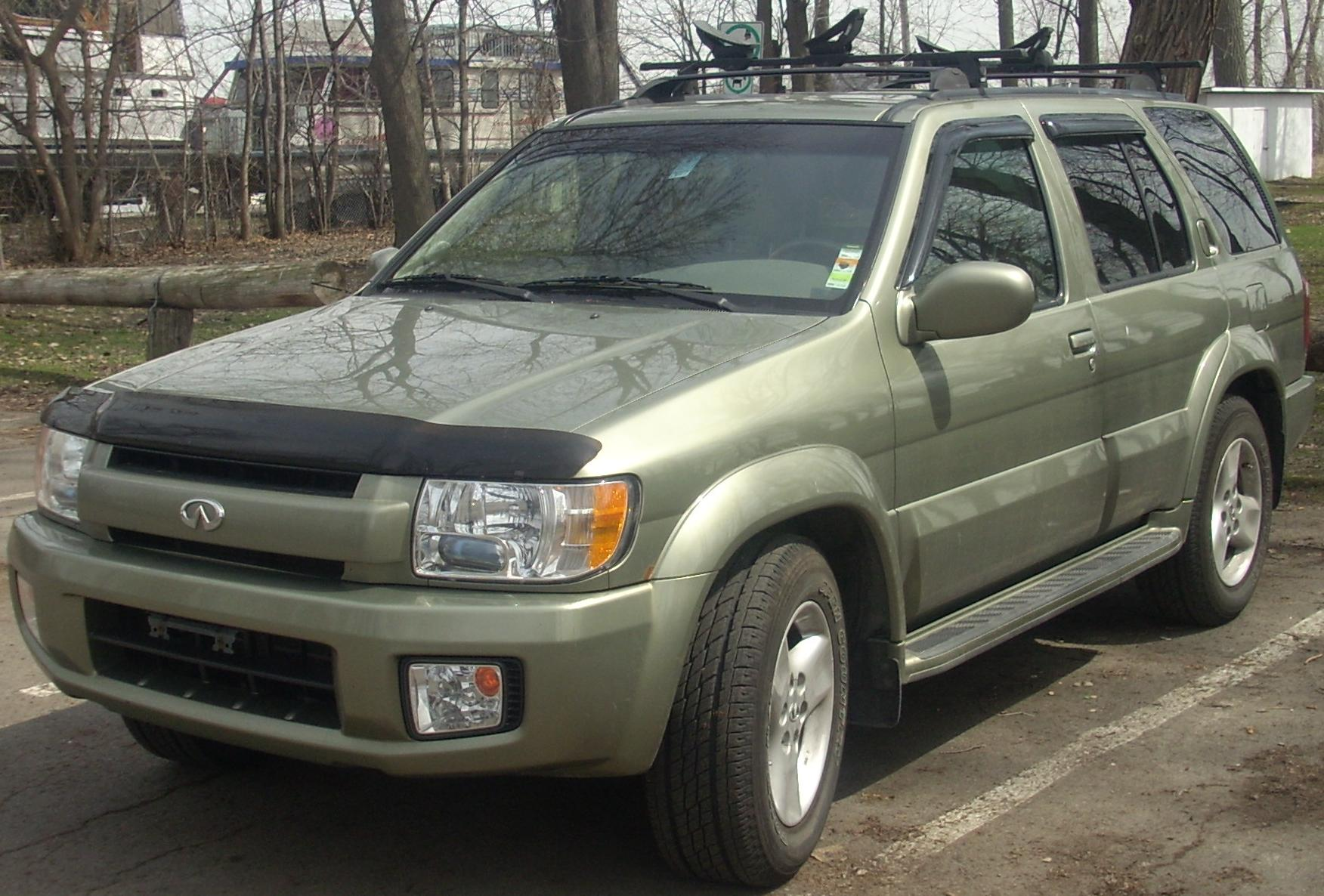
QX4 Phase II
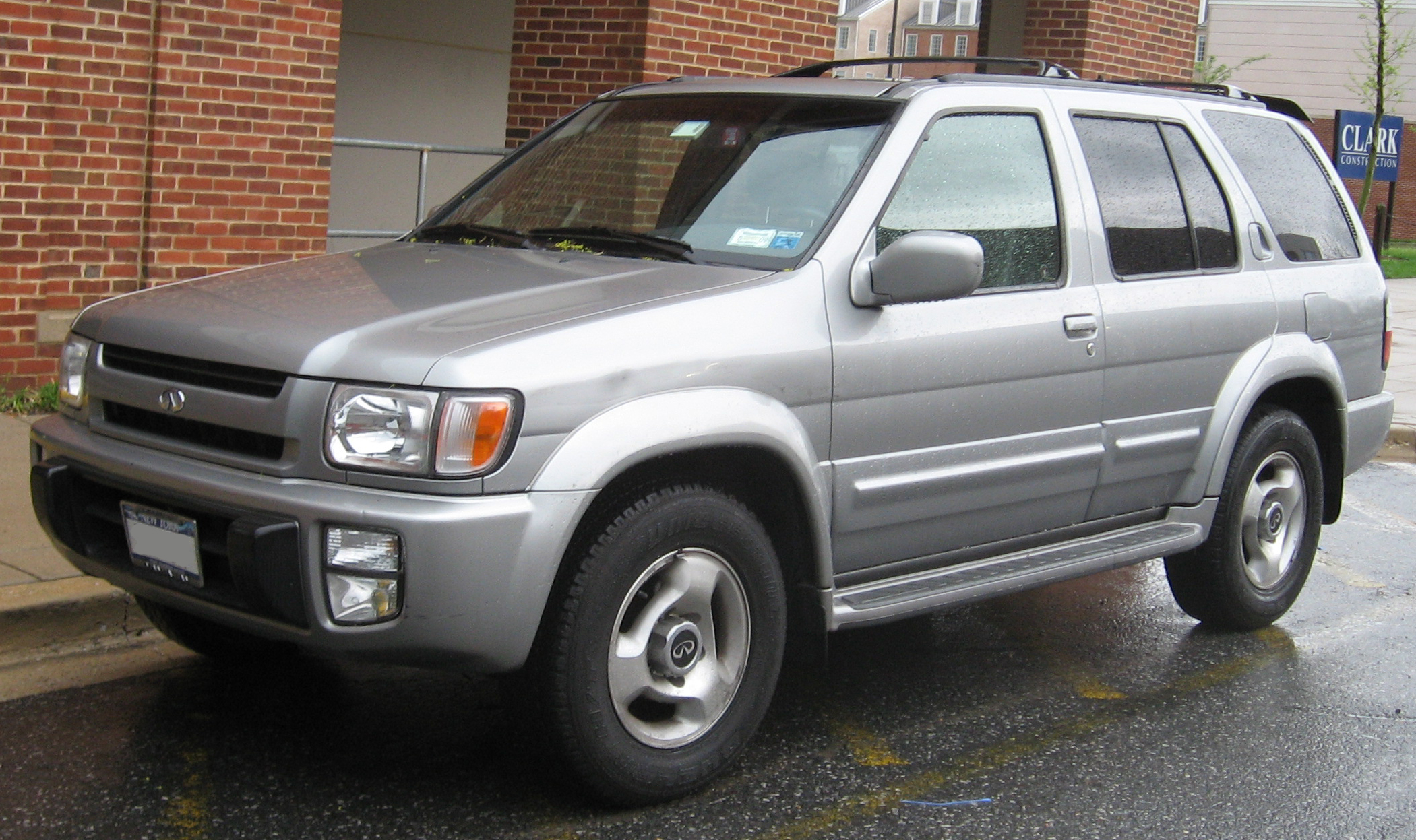
QX4
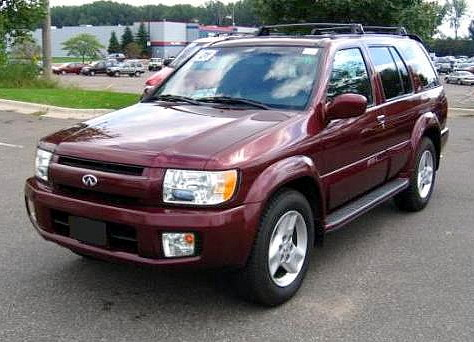
QX4 Phase II
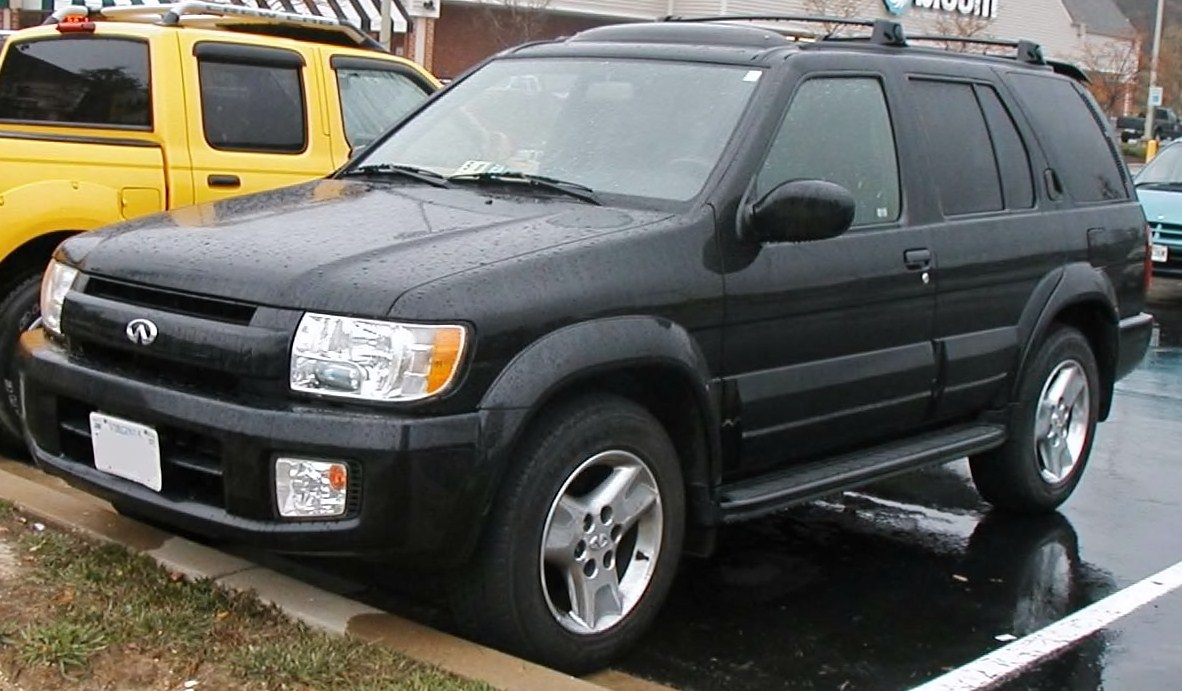
QX4 Phase II

### Ventes aux USA
| Année | Ventes  | Diff.     |
| ----- | ------- | --------- |
| 1996  | 1 008   |           |
| 1997  | 18 793  | +1676,3 % |
| 1998  | 20 055  | +6,7 %    |
| 1999  | 19 199  | -4,3 %    |
| 2000  | 21 545  | +7,4 %    |
| 2001  | 18 735  | -13 %     |
| 2002  | 16 938  | -9,6 %    |
| 2003  | 4 991   | -70,5 %   |
| 2004  | 10      | -99,8 %   |
| Total | 121 324 |           |

## QX56 (2004-2010)
En 2004, Infiniti a remplacé le vieux QX4 pour un bien plus gros modèle baptisé QX56. Celui-ci est un Armada, le plus gros véhicule de Nissan en Amérique du Nord, retouché au niveau de la calandre et la différence dans l'aménagement intérieur qui se veut bien plus luxueux. Beaucoup plus imposant que son prédécesseur, il dispose de soixante centimètres supplémentaires en longueur, sa largeur et sa hauteur atteignent les deux mètres. C'est le plus gros modèles Infiniti jamais produit. En 2008, il a bénéficié d'un léger restylage.

### Motorisation
Il dispose d'un moteur essence :
- QX56 : V8 5.6 L 315 ch. (2003-2008)
- QX56 : V8 5.6 L 320 ch. (2008-2010)

Il est disponible uniquement avec une boîte auto à cinq rapports et avec deux types de transmissions : intégrale ou propulsion aux deux roues arrière.

### Galerie photos
- QX56 restylé
- QX56 restylé
- QX56
- QX restylé

### Ventes aux États-Unis
| Année | Ventes | Diff.   |
| ----- | ------ | ------- |
| 2004  | 13 136 |         |
| 2005  | 14 711 | +12 %   |
| 2006  | 11 694 | -20,5 % |
| 2007  | 12 288 | +5,1 %  |
| 2008  | 7 657  | -37,7 % |
| 2009  | 6 440  | -15,9 % |
| 2010  | 11 918 | +85,1 % |
| Total | 77 844 |         |

## QX56/QX80 (2010- )

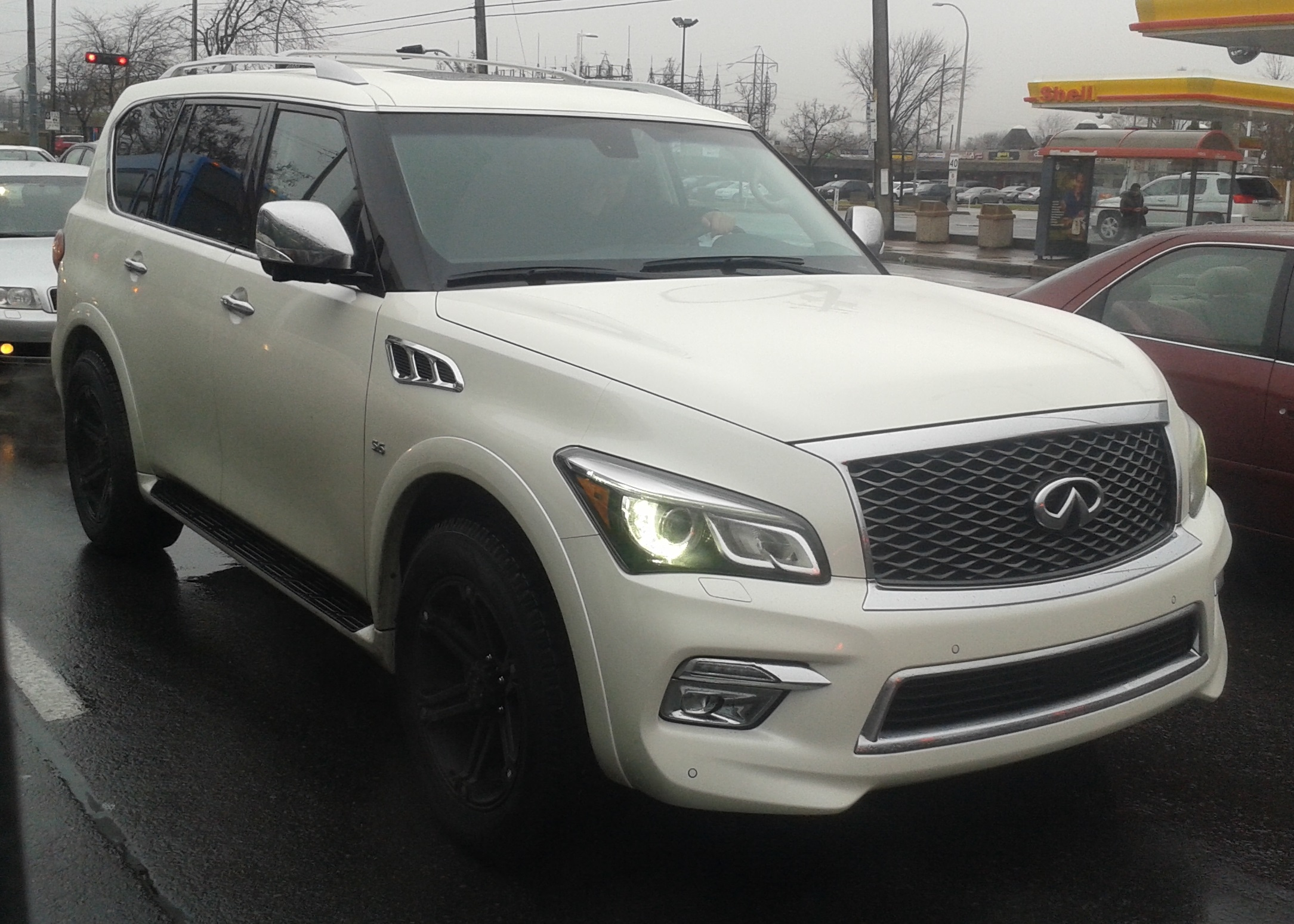
Infiniti QX80 (modèle d'Amérique du Nord (depuis 2015)

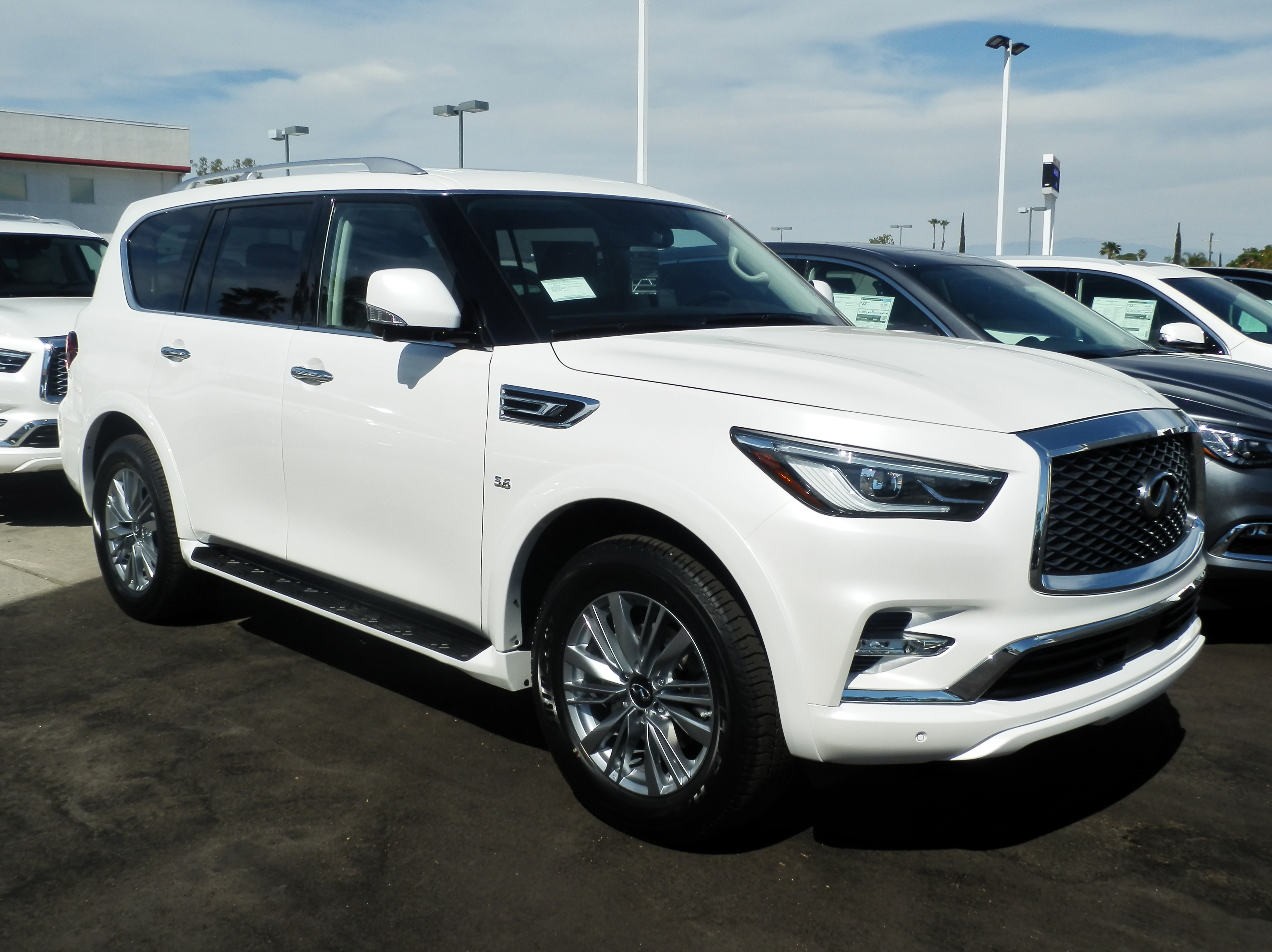
Infiniti QX80 de 2018.

La deuxième génération du SUV QX56 a été dévoilée lors du Salon de New York en avril 2010. Ce nouveau modèle ne reprend plus la base du Nissan Armada, mais celle du tout dernier Patrol, et il est équipé d'un V8 5.6 L essence de 400 ch. En 2014, il est renommé QX80.